# シルヴェスター・リーヴァイ
シルヴェスター・リーヴァイ（Sylvester Levay、ハンガリー語 : Lévay Szilveszter、1945年5月16日-）は、ハンガリーの作曲家である。セルビアのスボティツァ生まれ。

## 来歴
作家であるハンガリー人の父と音楽教師であるハンガリー人の母の間に生まれる。8歳の時からミュージカル曲の習作を始める。15歳の時、最初に作った楽曲がコンテストで優勝。
1972年、ミュンヘンに移住。既に多くの演劇作品で成功を収めていた、ミヒャエル・クンツェと出会う。以降、彼と組み、1977年から1980年の間、エルトン・ジョン、シルバー・コンベンション（Silver Convention：リーヴァイとクンツェによるドイツのディスコ・グループ）などへの楽曲提供やプロデュースを行う。
1980年から2000年まで、ハリウッドに住み映画音楽の作曲を始める。マイケル・ダグラス、チャーリー・シーン、ジョージ・ルーカスら、様々なハリウッド・スター達と仕事をする。数々の映画・ドラマ楽曲の中でも、アイヴァン・パサー監督による1985年公開の映画、『クリエイター』のサウンドトラックがリーヴァイの代表作となる。また、リーヴァイが作曲したメインテーマを含む、1980年代にアメリカで放送されたテレビドラマ『超音速攻撃ヘリ エアーウルフ』の2枚組サウンドトラックCDは、eBayで981ドルという、最も高値がついたドラマサウンドトラックCDとして知られている。アメリカレコード芸術家協会（NARAS）と米国TV芸術科学アカデミー（ATAS）の会員として、カリフォルニア大学ロサンゼルス校や南カリフォルニア大学で映画音楽作曲の講義を行ったこともある。
1990年からミュージカル楽曲を手掛け始め、クンツェと共に様々なミュージカルを世に送り出している。
現在はシェーンブルン宮殿のアパートに宮殿の研究者である妻と共に住んでおり、2010年3月27日放送の『美の巨人たち』で世界遺産に住む居住者として取材を受けたことがある。

## 主な楽曲作品
- 超音速攻撃ヘリ エアーウルフ - 1984年-1986年に放送されたアメリカドラマ
- フライ・ロビン・フライ - グラミー賞受賞
- バンビ
- コブラ - 1986年シルヴェスター・スタローン主演のアメリカ映画
- ネイビー・シールズ - 1990年。チャーリー・シーン主演のアメリカ映画
- ホット・ショット - 1991年。チャーリー・シーン主演のアメリカ映画

以下、ミュージカル作品
- 魔女、魔女（原題：Hexen, Hexen） - 1990年
- エリザベート - 1992年。宝塚歌劇団、東宝で何度も上演されている人気演目
- モーツァルト! - 1999年。井上芳雄、中川晃教により3回、日本で上演された
- レベッカ - 2006年。
- マリー・アントワネット - 2006年。東宝の依頼により作られ、日本で初演された
- Candle in your mind〜魂に宿る光〜 - 2009年。宝塚歌劇団星組『ハプスブルクの宝剣』公演に主題歌を提供。
- レディ・ベス - 2014年。
- 王家の紋章[3] - 2016年。

## 書籍
- オール・インタビューズ ミュージカル『エリザベート』はこうして生まれた（2016年6月28日、日之出出版） ※ ミヒャエル・クンツェ、小池修一郎と共著